# Pradal Serey
Pradal Serey também conhecido por Kun Khmer refere-se a uma arte marcial tradicional do Camboja. Um estilo de luta desarmada, o Pradal Serey foi originalmente utilizado com profunda ênfase para a defesa militar, empregue mais especificamente nos campos de batalha do que para a luta em si. Esta arte marcial milenar é agora um desporto nacional do Camboja. Apesar da sua técnica ter sido levemente alterada a fim de poder ser aplicada nas regras de combate modernas, o Pradal Serey continua a deter as suas características singulares e únicas que compõem este estilo.
Em quemer, o termo Pradal Serey significa literalmente "luta livre", o que traduzindo mais especificamente pela palavra pradal indica "combate" e serey traduz-se como "livre". Apesar de ser bastante conhecida pelas suas técnicas de pernas, com movimentos especificos que se distinguem da maioria das outras artes marciais, o Pradal Serey é composto pela utilização de punhos, pernas, joelhos e cotovelos. O clinch é também usado como técnica de desgaste do adversário assim como ponto inicial para a projeção do mesmo ao chão. Comparada com outras formas de combate do sudeste asiático, esta arte marcial enfatiza instâncias de luta mais evasivas e astutas. O estilo cambojano tende a uma utilização mais frequente dos cotovelos quando comparado à arte similar empregue noutras regiões. 

## História

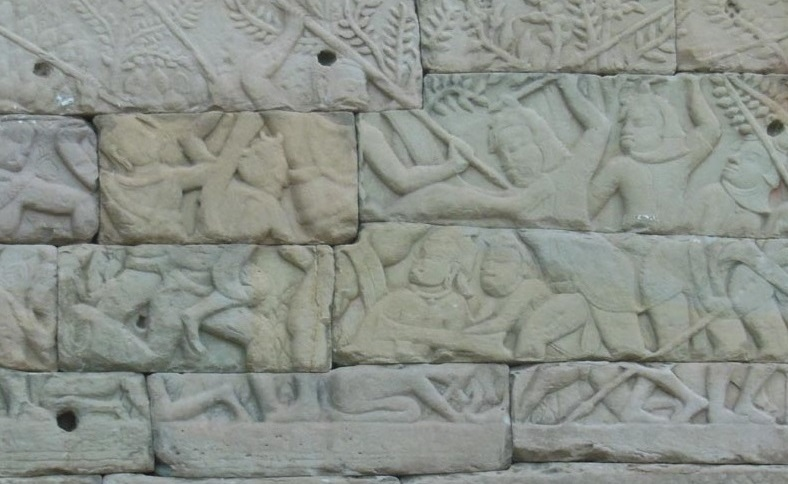
Baixo-relevo com a cena de um bloqueio do circular, na região de Angkor.

O combate tem sido uma parte constante do sudeste asiático desde os tempos antigos, o que fundamenta a origem de várias formas de luta organizadas. Na era Anguecor, (Império Quemer), tanto as artes marciais armadas como desarmadas teriam sido utilizadas pelos quemeres. Evidências comprovam que um estilo semelhante com o Pradal Serey, conhecido como Bokator existiu no século IX, o que pode ser uma das razões para que o Império Quemer fosse uma força dominante no sudeste da Ásia. O reino de Anguecor utilizou-se de uma forma primitiva de Pradal Serey, designado por Yuthakun Khmer Khom, que, juntamente com diversas armas de combate e elefantes, travavam sangrentas guerras contra o seu principal inimigo, o Vietname, com base em Champa, e posteriormente na Tailândia.
Naquela época, o reino de Anguecor dominou e controlou mais daquilo que é hoje o Camboja, Tailândia, Vietnã e Laos. Como resultado, o Camboja tem influenciado muito a cultura tailandesa e a Cultura do Laos. Isto sugere que todas as formas de Muay Thai do sudeste asiático tenham sua origem nos primeiros povos quemeres. Este hipótese sustem a ideia de que o Pradal Serey deriva do antigo Bokator, tornando-se base para o surgimento do Muay Thai na Tailândia. A base para este argumento encontra-se nos baixos-relevos deixados para trás pelos quemeres no início da construção dos templos de Anguecor, tal como o Bayon. Grande parte das escrituras referentes à antiga arte quemer teria sido destruída ou adoptada pelos exércitos invasores tailandeses quando saquearam Anguecor levando cativos quemeres incluindo os membros do tribunal real quemer de volta para Aiutaia. O rei e guerreiro quemer Jaiavarmã VII, assim como o fundador da Laos unificada, que se encontravam entre os líderes militares, podem ter sido treinados pelos antigos estilos de luta do Camboja.
Durante o período colonial as artes marciais como Pradal Serey eram consideradas pelos colonizadores europeus como sendo brutais e incivilizadas. Os franceses transformaram a arte num esporte de combate, adicionando rounds cronometrados, proteções aos lutadores como luvas de boxe ocidentais na tentativa de minimizar os danos, por forma a adequar esta arte às regras do ringue. Originalmente, este estilo de luta teria sido praticado em covas feitas na terra onde as limitadas regras permitiam que cordas fossem anexas ao punhos tornando numa arma bastante dolorosa como eficientemente defensora.